# Mouvement pour la justice et la paix
Pour les articles homonymes, voir MJP.
Le Mouvement pour la justice et la paix est l'un des deux partis rebelles de l'ouest de la Côte d'Ivoire. Il compte environ 250 combattants dirigés par le commandant Gaspard Déli. En 2004, il rejoint le coalition rebelle des Forces nouvelles avec le Mouvement populaire ivoirien du Grand Ouest et le Mouvement patriotique de Côte d'Ivoire.